# DDR-Fußball-Oberliga 1956
Die DDR-Oberliga 1956 war die achte Auflage der höchsten Spielklasse der DDR. Meister wurde der SC Wismut Karl-Marx-Stadt, der damit seinen (inoffiziellen) Meistertitel aus der Übergangsrunde des Vorjahrs verteidigte. Die Saison begann am 11. März 1956 und endete am 28. Oktober 1956.

## Vor der Saison
Die Saison war die erste Spielzeit nach der Umstellung des Spielbetriebs auf den Kalenderjahrrhythmus. Der neue Spielplan war im Vorjahr umgestellt worden und orientierte sich am Vorbild der Sowjetunion. Dieser überschnitt sich jedoch mit dem im überwiegenden Rest von Europa (auch in Westdeutschland) üblichen Herbst-Frühling-Rhythmus. Das hatte zur Folge, dass sich die Meistermannschaft zwar für den Europapokal der Landesmeister qualifizierte, jedoch erst im Herbst des Folgejahres (also fast ein Jahr später) daran teilnehmen konnte.

## Namenswechsel
Die Schaffung von Leistungsstützpunkten durch die Gründung der Sportclubs (SC) war inzwischen abgeschlossen und spiegelte sich in der Zusammensetzung der Oberliga wider. Nur drei der 14 Oberligisten waren noch Betriebssportgemeinschaften (BSG). Alle anderen Mannschaften waren bereits in Sportclubs integriert. Die BSG Chemie Karl-Marx-Stadt wurde kurz vor Saisonbeginn an den neuen SC Motor Karl-Marx-Stadt angeschlossen. Der Aufsteiger aus der Saison 1954/55 BSG Fortschritt Weißenfels war bereits vor Beginn der Übergangsrunde in den SC Fortschritt Weißenfels übergegangen.
Neben den bereits erwähnten Umbenennungen kam es auch beim ZSK Vorwärts Berlin zu erneuten Namenswechseln. Nach dem Ende der Oberliga-Saison 1956 wurde der Name in ZASK Vorwärts Berlin geändert (unter diesem Namen nahm man auch am Pokalfinale teil), vor dem Beginn der Folgesaison folgte dann ASK Vorwärts Berlin als vorerst endgültiger Name.

## Saisonverlauf

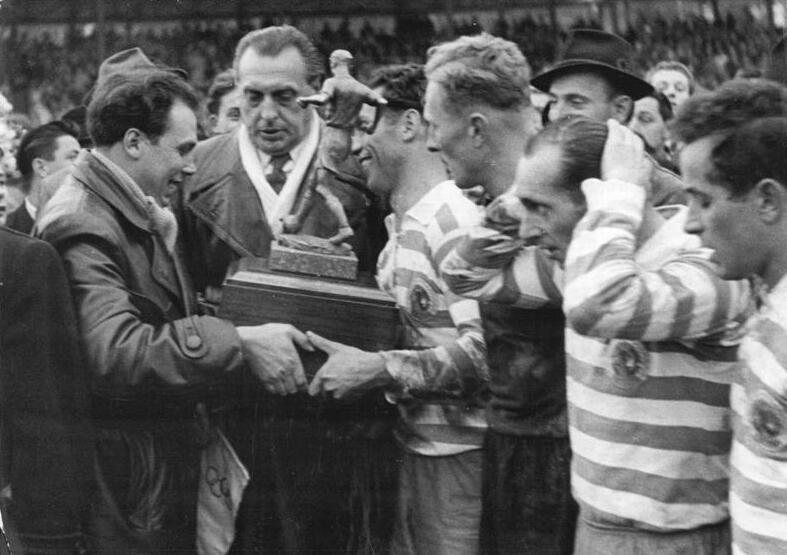
Wismuts Kapitän Erhard Bauer bekommt den erstmals vergebenen Meisterschaftspokal überreicht.

Nachdem der SC Wismut Karl-Marx-Stadt in den Vorjahren bereits sehr erfolgreich abgeschnitten (zwei Mal Vizemeister, ein Mal Pokalsieger) und 1955 die inoffizielle Meisterschaft der Übergangsrunde gewonnen hatte, folgte 1956 die „richtige“ Meisterschaft. Nur der SC Lokomotive Leipzig leistete Wismut lange Zeit ernsthafte Konkurrenz, rutschte am letzten Spieltag aber noch auf Platz drei. Vizemeister wurde der Provinzklub SC Aktivist Brieske-Senftenberg, der damit das beste Ergebnis seiner Geschichte erreichte. Auch der Aufsteiger der Saison 1954/55 Lokomotive Stendal sorgte mit dem vierten Rang für eine positive Überraschung.
Enttäuschend verlief dagegen die Saison für die beiden Sportclubs Empor Rostock und Dynamo Berlin, die 1954 noch mit dem Ziel der Erschaffung sportlicher Stützpunkte in der Hauptstadt sowie im Norden aus Sachsen umgesiedelt worden waren. Beide Klubs stiegen ab, wobei Dynamo wegen des Einsatzes eines unberechtigten Spielers am letzten Spieltag zwei Punkte abgezogen wurden, die sonst den Klassenerhalt bedeutet hätten. Stattdessen verblieb als Tabellenzwölfter der Meister der Saison 1954/55 Turbine Erfurt in der Oberliga, der trotzdem eine schwache Saison spielte.
Ein Highlight der Saison war die Partie zwischen den beiden Leipziger Teams Rotation und Lokomotive am 8. September im neu erbauten Zentralstadion. Die Besucherzahl von 100.000 Menschen bedeutet bis heute den Zuschauerrekord für Fußball-Punktspiele in Deutschland.

## Abschlusstabelle
| Pl. | Verein                          | Sp. | S  | U  | N  | Tore    | Quote | Punkte |
| --- | ------------------------------- | --- | -- | -- | -- | ------- | ----- | ------ |
| 1.  | SC Wismut Karl-Marx-Stadt (M)   | 26  | 15 | 8  | 3  | 053:210 | 2,52  | 38:14  |
| 2.  | SC Aktivist Brieske-Senftenberg | 26  | 14 | 8  | 4  | 034:150 | 2,27  | 36:16  |
| 3.  | SC Lokomotive Leipzig           | 26  | 14 | 6  | 6  | 045:220 | 2,05  | 34:18  |
| 4.  | BSG Lokomotive Stendal          | 26  | 12 | 4  | 10 | 055:540 | 1,02  | 28:24  |
| 5.  | SC Einheit Dresden              | 26  | 10 | 6  | 10 | 050:460 | 1,09  | 26:26  |
| 6.  | ZSK Vorwärts Berlin             | 26  | 9  | 8  | 9  | 041:410 | 1,00  | 26:26  |
| 7.  | BSG Rotation Babelsberg         | 26  | 9  | 8  | 9  | 041:530 | 0,77  | 26:26  |
| 8.  | SC Rotation Leipzig             | 26  | 9  | 6  | 11 | 035:410 | 0,85  | 24:28  |
| 9.  | SC Motor Karl-Marx-Stadt        | 26  | 8  | 7  | 11 | 024:480 | 0,50  | 23:29  |
| 10. | SC Fortschritt Weißenfels       | 26  | 7  | 8  | 11 | 036:380 | 0,95  | 22:30  |
| 11. | BSG Motor Zwickau               | 26  | 10 | 2  | 14 | 047:520 | 0,90  | 22:30  |
| 12. | SC Turbine Erfurt               | 26  | 5  | 11 | 10 | 036:380 | 0,95  | 21:31  |
| 13. | SC Dynamo Berlin                | 26  | 7  | 6  | 13 | 037:470 | 0,79  | 20:32  |
| 14. | SC Empor Rostock                | 26  | 6  | 6  | 14 | 031:490 | 0,63  | 18:34  |

| (M) | Meister der Übergangssaison 1955 |

| Aufsteiger aus der DDR-Liga 1956: SC Motor Jena, SC Chemie Halle-Leuna |

## Kreuztabelle

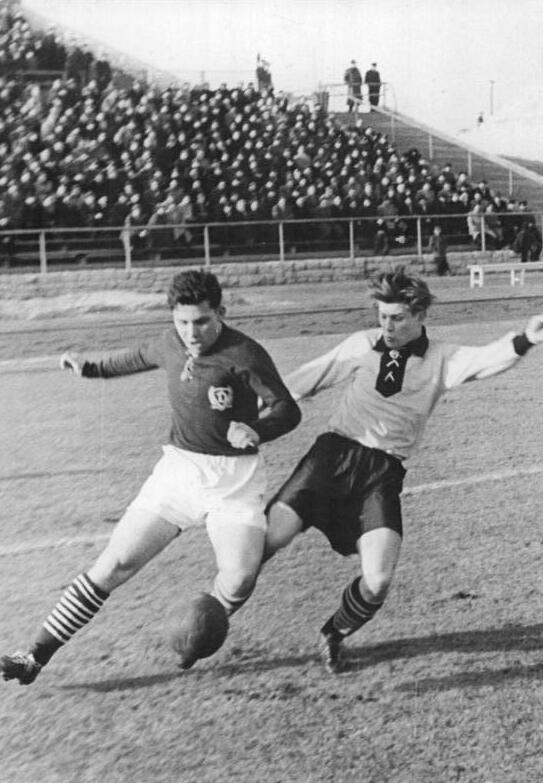
Szene vom ersten Spieltag: Der spätere Vize-Meister Aktivist schlägt den späteren Absteiger Dynamo 2:1.

| 1956 | 1956                            | SC Wismut Karl-Marx-Stadt | SC Aktivist Brieske-Senftenberg | SC Lokomotive Leipzig | BSG Lokomotive Stendal | SC Einheit Dresden | ZSK Vorwärts Berlin | BSG Rotation Babelsberg | SC Rotation Leipzig | SC Motor Karl-Marx-Stadt | SC Fortschritt Weißenfels | BSG Motor Zwickau | SC Turbine Erfurt | SC Dynamo Berlin | SC Empor Rostock |
| 1.   | SC Wismut Karl-Marx-Stadt       |                           | 1:2                             | 1:0                   | 3:0                    | 2:1                | 3:1                 | 3:0                     | 5:2                 | 2:0                      | 2:0                       | 3:0               | 4:1               | 3:1              | 3:1              |
| 2.   | SC Aktivist Brieske-Senftenberg | 0:0                       |                                 | 1:0                   | 2:1                    | 1:0                | 0:1                 | 5:0                     | 3:0                 | 3:0                      | 1:0                       | 2:0               | 1:0               | 3:0              | 1:0              |
| 3.   | SC Lokomotive Leipzig           | 0:0                       | 1:1                             |                       | 3:1                    | 4:0                | 4:2                 | 0:1                     | 2:0                 | 4:0                      | 0:0                       | 3:1               | 0:1               | 3:1              | 2:1              |
| 4.   | BSG Lokomotive Stendal          | 1:1                       | 1:1                             | 2:2                   |                        | 1:0                | 2:3                 | 7:2                     | 1:0                 | 4:1                      | 2:1                       | 5:2               | 1:1               | 4:1              | 2:1              |
| 5.   | SC Einheit Dresden              | 1:1                       | 3:1                             | 2:5                   | 3:0                    |                    | 3:0                 | 2:2                     | 0:3                 | 2:4                      | 6:0                       | 4:2               | 5:3               | 1:1              | 3:1              |
| 6.   | ZSK Vorwärts Berlin             | 1:0                       | 1:2                             | 1:0                   | 2:3                    | 2:3                |                     | 2:2                     | 0:0                 | 4:0                      | 1:0                       | 2:3               | 4:1               | 1:1              | 2:2              |
| 7.   | BSG Rotation Babelsberg         | 2:2                       | 0:0                             | 2:2                   | 2:0                    | 1:0                | 1:1                 |                         | 0:2                 | 3:0                      | 2:2                       | 5:4               | 3:2               | 1:0              | 3:1              |
| 8.   | SC Rotation Leipzig             | 1:1                       | 0:0                             | 1:2                   | 5:3                    | 1:2                | 0:0                 | 5:3                     |                     | 1:0                      | 1:0                       | 2:0               | 1:0               | 3:2              | 2:3              |
| 9.   | SC Motor Karl-Marx-Stadt        | 0:2                       | 1:1                             | 0:0                   | 6:3                    | 1:1                | 2:2                 | 1:0                     | 2:0                 |                          | 0:6                       | 1:0               | 0:0               | 1:0              | 0:0              |
| 10.  | SC Fortschritt Weißenfels       | 1:1                       | 1:0                             | 1:2                   | 5:1                    | 1:1                | 1:3                 | 3:0                     | 5:1                 | 1:1                      |                           | 1:3               | 0:0               | 1:1              | 3:0              |
| 11.  | BSG Motor Zwickau               | 0:5                       | 2:0                             | 1:0                   | 0:1                    | 0:3                | 3:0                 | 3:0                     | 2:2                 | 5:2                      | 4:1                       |                   | 1:3               | 4:1              | 0:1              |
| 12.  | SC Turbine Erfurt               | 3:3                       | 0:0                             | 1:3                   | 5:0                    | 4:0                | 2:3                 | 1:1                     | 0:0                 | 0:1                      | 0:0                       | 1:1               |                   | 2:0              | 2:2              |
| 13.  | SC Dynamo Berlin                | 2:1                       | 1:2                             | 0:1                   | 1:4                    | 2:2                | 1:1                 | 4:3                     | 4:2                 | -:+ 1                    | 5:1                       | 1:0               | 3:2               |                  | 1:1              |
| 14.  | SC Empor Rostock                | 0:1                       | 1:1                             | 0:2                   | 1:5                    | 3:2                | 2:1                 | 1:2                     | 1:0                 | 4:0                      | 0:1                       | 3:6               | 1:1               | 0:3              |                  |

## Statistik

### Die Meistermannschaft
| SC Wismut Karl-Marx-Stadt |
| --- |
| Kurt Steinbach (19 Spiele / Tore -) Heinz Glaser (25/-), Bringfried Müller (24/1), Erhard Bauer (24/-) Karl Wolf (26/2), Siegfried Wolf (26/3) Horst Freitag (21/4), Manfred Kaiser (26/4), Willy Tröger (25/16), Armin Günther (25/8), Kurt Viertel (25/13) Trainer: Fritz Gödicke |
| außerdem: Heinz Hippmann (Tor, 8/-); Konrad Wagner (19/2), Lothar Killermann (3/-), Hans Meyer (2/-), Lothar Schlegel (1/-), Werner Wilde (1/-) |

### Tore
Es fielen 565 Tore, also 3,10 pro Spiel, darunter waren zehn Eigentore. Den höchsten Sieg erzielte Lok Stendal am 22. Spieltag im Heimspiel gegen Rotation Babelsberg mit 7:2. Es war damit das torreichste Spiel neben den Begegnungen
Motor Karl-Marx-Stadt – Lok Stendal (6:3 / 17. Spieltag), Empor Rostock – Motor Zwickau (3:6 / 20.) und Rotation Babelsberg – Motor Zwickau (5:4 / 26.).
|    | Spieler         | Mannschaft                | Tore |
| -- | --------------- | ------------------------- | ---- |
| 1. | Ernst Lindner   | BSG Lokomotive Stendal    | 18   |
| 2. | Willy Tröger    | SC Wismut Karl-Marx-Stadt | 16   |
| 3. | Erhard Meinhold | BSG Motor Zwickau         | 14   |
| 4. | Kurt Viertel    | SC Wismut Karl-Marx-Stadt | 13   |

### Zuschauer
Insgesamt sahen 2.403.000 Zuschauer die 182 Oberligaspiele, was einen Schnitt von 13.203 Zuschauern pro Spiel ergibt. Den größten Zuspruch hatte das Leipziger Ortsderby am 9. September 1956 zwischen SC Rotation Leipzig – SC Lokomotive Leipzig mit über 100.000 Zuschauern. Dies war die bisher heute höchste gesamtdeutsche Zuschauerzahl bei einem nationalen Punktspiel in der höchsten Spielklasse in Deutschland, die bislang nicht mehr überboten wurde.

## FDGB-Pokal
Der FDGB-Pokal 1956 wurde überraschend vom DDR-Ligisten und Aufsteiger SC Chemie Halle-Leuna gegen den favorisierten ZSK Vorwärts Berlin gewonnen.

## Internationale Wettbewerbe
Im Jahr 1956 trat zum ersten Mal eine DDR-Mannschaft in einem Europapokalwettbewerb an. Bei der teilnehmenden Mannschaft am ersten Messestädte-Pokal handelte es sich allerdings um eine Leipziger Stadtauswahl, die sich vorrangig aus Spielern der Sportclubs Rotation und Lokomotive zusammensetzte. Die Mannschaft sollte in einer Gruppe gegen eine Kölner Stadtauswahl und Lausanne-Sports antreten, die Kölner zogen aber zurück. Nach einem 6:3-Sieg und einer 3:7-Niederlage gegen die Schweizer schied Leipzig aus.